# Horst Zuse

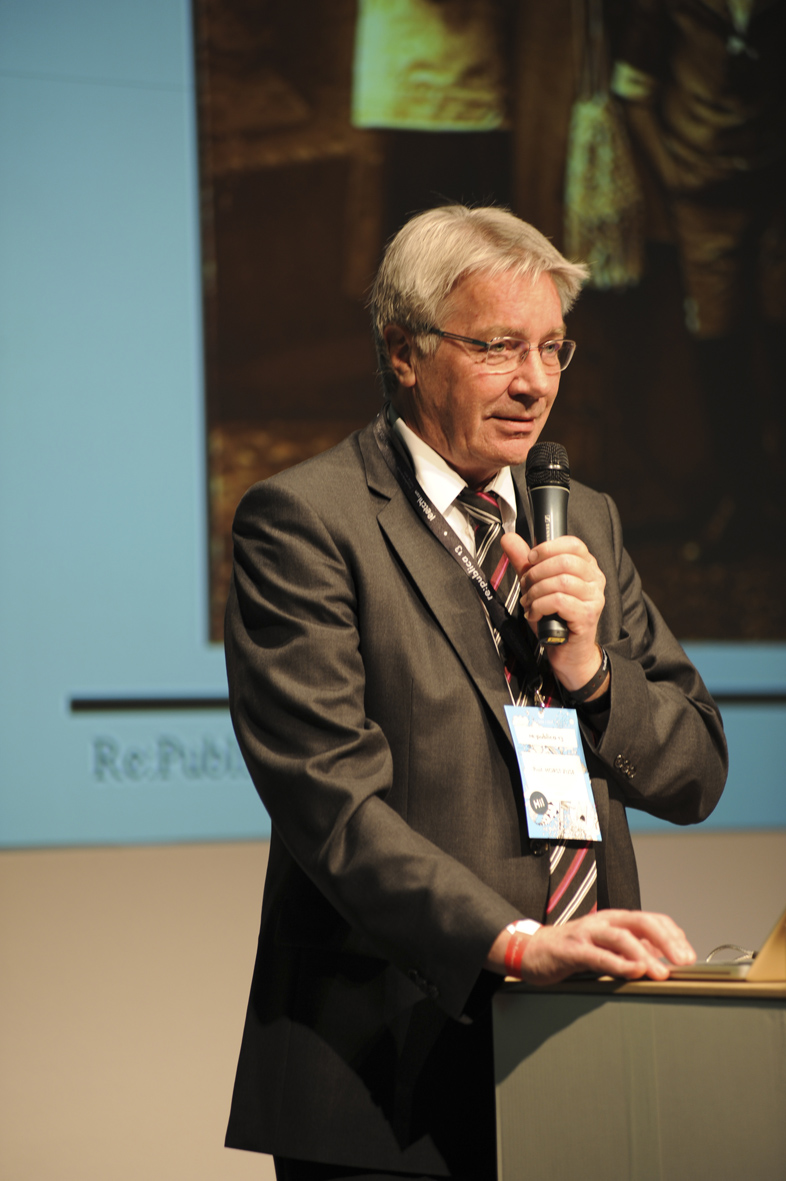
Horst Zuse (2013)

Horst Konrad Zuse (* 17. November 1945 in Hindelang) ist ein deutscher Informatiker.

## Werdegang und Tätigkeiten
Zuse ist Sohn des Erfinders des ersten binären Digitalrechners, Konrad Zuse. Er studierte von April 1967 bis Dezember 1973 an der Technischen Universität Berlin Elektrotechnik. Dies schloss er im Dezember 1973 mit Diplom ab. Im März 1983 promovierte er zum Dr.-Ing. auf dem Gebiet der Softwarekomplexitätsmaße und im Dezember 1998 schloss er erfolgreich seine Habilitation an der TU Berlin (Lehrbefugnis für praktische Informatik) ab. 2006 hat ihn die Hochschule Lausitz (FH) zum Honorarprofessor und 2009 zum Professor ernannt.
Er ist spezialisiert im Bereich Softwaretechnik und entwickelte von 1996 bis 2000 die Konrad Zuse Multimedia Show, welche sich mit der Historie der Computerentwicklung beschäftigt. Ab Juni 1998 bis September 2008 war er Privatdozent an der TU Berlin. Von Februar 1998 bis Mai 1998 war er als Gastprofessor an der Southwestern Louisiana Universität in Lafayette (Vereinigte Staaten) tätig; von November 2003 bis November 2006 war er Gastprofessor an der Hochschule Lausitz (FH). Seit Dezember 2008 ist er hauptsächlich an der Hochschule Lausitz tätig und hat weiterhin eine geringfügige Lehrtätigkeit an der TU Berlin.
2010 stellte Zuse den von ihm in Kooperation mit dem Elektrotechnik-Konzern Finder durchgeführten, originalgetreuen Nachbau des von seinem Vater Konrad Zuse konstruierten Z3 fertig. Dieser ist seither im Heinz Nixdorf MuseumsForum ausgestellt. Gemeinsam mit Wilhelm Mons veröffentlichte Horst Zuse zwei Bücher über seinen Vater.
Seit März 2015 ist Horst Zuse Mitglied im Senat der nach seinem Vater benannten Deutschen Industrieforschungsgemeinschaft Konrad Zuse.
Horst Zuse ist mit einer Informatikerin verheiratet.

## Publikationen
- Horst Zuse: Software Complexity: Measures and Methods. de Gruyter, 1991, ISBN 3-11-012226-X.
- Reiner Dumke und Horst Zuse: Theorie und Praxis der Softwaremessung. DUV, 1994, ISBN 3-8244-2061-9.
- Horst Zuse: A Framework of Software Measurement. de Gruyter, 1998, ISBN 3-11-015587-7.
- Jürgen Alex, Hermann Flessner, Wilhelm Mons und Horst Zuse: Konrad Zuse: Der Vater des Computers. Parzeller, Fulda 2000, ISBN 3-7900-0317-4.
- Wilhelm Mons, Roland Vollmar und Horst Zuse: Konrad Zuse: Helden ohne Degen. be.bra wissenschaft verlag, 2005, ISBN 978-3-937233-45-1 (herausgegeben von der Ernst-Freiberger-Stiftung).